# Đảng Dân chủ Tự do Nga
LDPR - Đảng Dân chủ Tự do của Nga (tiếng Nga: ЛДПР - Либерально-демократическая партия России, được viết theo kiểu La tinh: LDPR-Liberal'no-demokraticheskaya partiya Rossii. Là đảng kế tục Đảng Dân chủ Tự do Liên Xô (LDPSU) ở Nga sau khi Liên Xô tan rã. Đảng do Vladimir Zhirinovsky lãnh đạo kể từ khi thành lập.
Là đảng đối lập với cả chủ nghĩa cộng sản và chủ nghĩa tư bản tân tự do của những năm 1990, đảng này đã thành công lớn trong cuộc bầu cử Duma năm 1993 với gần 23% số phiếu bầu, mang lại cho đảng này 64 ghế trong tổng số 450 ghế trong Duma Quốc gia Nga. Trong cuộc bầu cử năm 2016, đảng này nhận được 13,14% số phiếu bầu, mang lại cho đảng này 39 ghế.
Bất chấp tên của đảng, nó thường được mô tả là "không tự do cũng không dân chủ". LDPR xoay quanh Zhirinovsky, và đảng này thường được mô tả là theo chủ nghĩa dân túy, theo chủ nghĩa dân tộc,  hoặc chủ nghĩa cực đoan Nga. LDPR được mô tả là tôn trọng chủ nghĩa độc tài,  và đôi khi được mô tả là theo chủ nghĩa phát xít,  mặc dù đảng này luôn phủ nhận. Đảng Dân chủ Tự do Nga được một phần của "phe đối lập có hệ thống", có truyền thống ủng hộ Điện Kremlin.

## Tổ chức và số lượng đảng viên

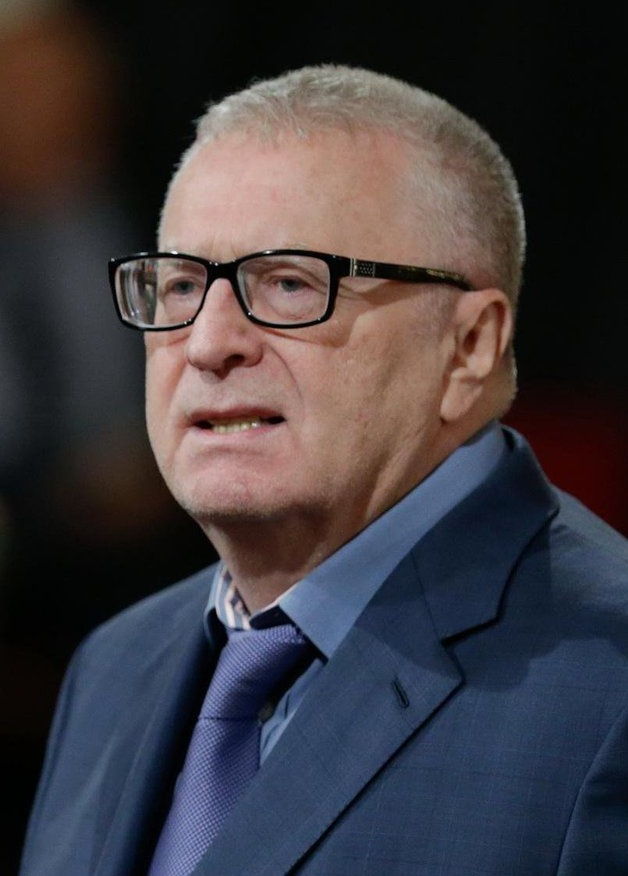
Lãnh đạo đảng Vladimir Zhirinovsky

Tổ chức của đảng gần như hoàn toàn tập trung vào lãnh tụ Vladimir Zhirinovsky.
Đảng liên minh với một số đảng ở các nước cộng hòa thuộc Liên Xô cũ, bao gồm Armenia, Belarus, Estonia và Ukraine.
Năm 2003, đảng này tuyên bố có 600.000 đảng viên và đã cấp 475.000 thẻ đảng. Theo một cuộc khảo sát năm 2008 của Colton, Hale và McFaul, 4% dân số Nga là những người trung thành với đảng.

## Kết quả bầu cử

### Bầu cử tổng thống
| Kỳ bầu cử | Ứng cử viên          | Vòng 1    | Vòng 1 | Vòng 2   | Vòng 2 | Kết quả |
| Kỳ bầu cử | Ứng cử viên          | Số phiếu  | %      | Số phiếu | %      | Kết quả |
| --------- | -------------------- | --------- | ------ | -------- | ------ | ------- |
| 1991      | Vladimir Zhirinovsky | 6,211,007 | 7.81   |          |        | Thua    |
| 1996      | Vladimir Zhirinovsky | 4,311,479 | 5.70   |          |        | Thua    |
| 2000      | Vladimir Zhirinovsky | 2,026,513 | 2.70   |          |        | Thua    |
| 2004      | Oleg Malyshkin       | 1,405,315 | 2.02   |          |        | Thua    |
| 2008      | Vladimir Zhirinovsky | 6,988,510 | 9.35   |          |        | Thua    |
| 2012      | Vladimir Zhirinovsky | 4,458,103 | 6.22   |          |        | Thua    |
| 2018      | Vladimir Zhirinovsky | 4,154,985 | 5.65   |          |        | Thua    |

### Hạ Viện Nga
| Kỳ bầu cử | Lãnh đạo             | Số phiếu   | %     | Số ghế   | +/– | Hạng | Chính phủ |
| --------- | -------------------- | ---------- | ----- | -------- | --- | ---- | --------- |
| 1993      | Vladimir Zhirinovsky | 12,318,562 | 22.92 | 64 / 450 |     | 1    | Thiểu số  |
| 1995      | Vladimir Zhirinovsky | 7,737,431  | 11.18 | 51 / 450 | 13  | 3    | Thiểu số  |
| 1999      | Vladimir Zhirinovsky | 3,990,038  | 5.98  | 17 / 450 | 34  | 5    | Thiểu số  |
| 2003      | Vladimir Zhirinovsky | 6,944,322  | 11.45 | 36 / 450 | 19  | 3    | Thiểu số  |
| 2007      | Vladimir Zhirinovsky | 5,660,823  | 8.14  | 40 / 450 | 4   | 3    | Thiểu số  |
| 2011      | Vladimir Zhirinovsky | 7,664,570  | 11.67 | 56 / 450 | 16  | 4    | Thiểu số  |
| 2016      | Vladimir Zhirinovsky | 6,917,063  | 13.14 | 39 / 450 | 17  | 3    | Thiểu số  |